# Air Force Falcons

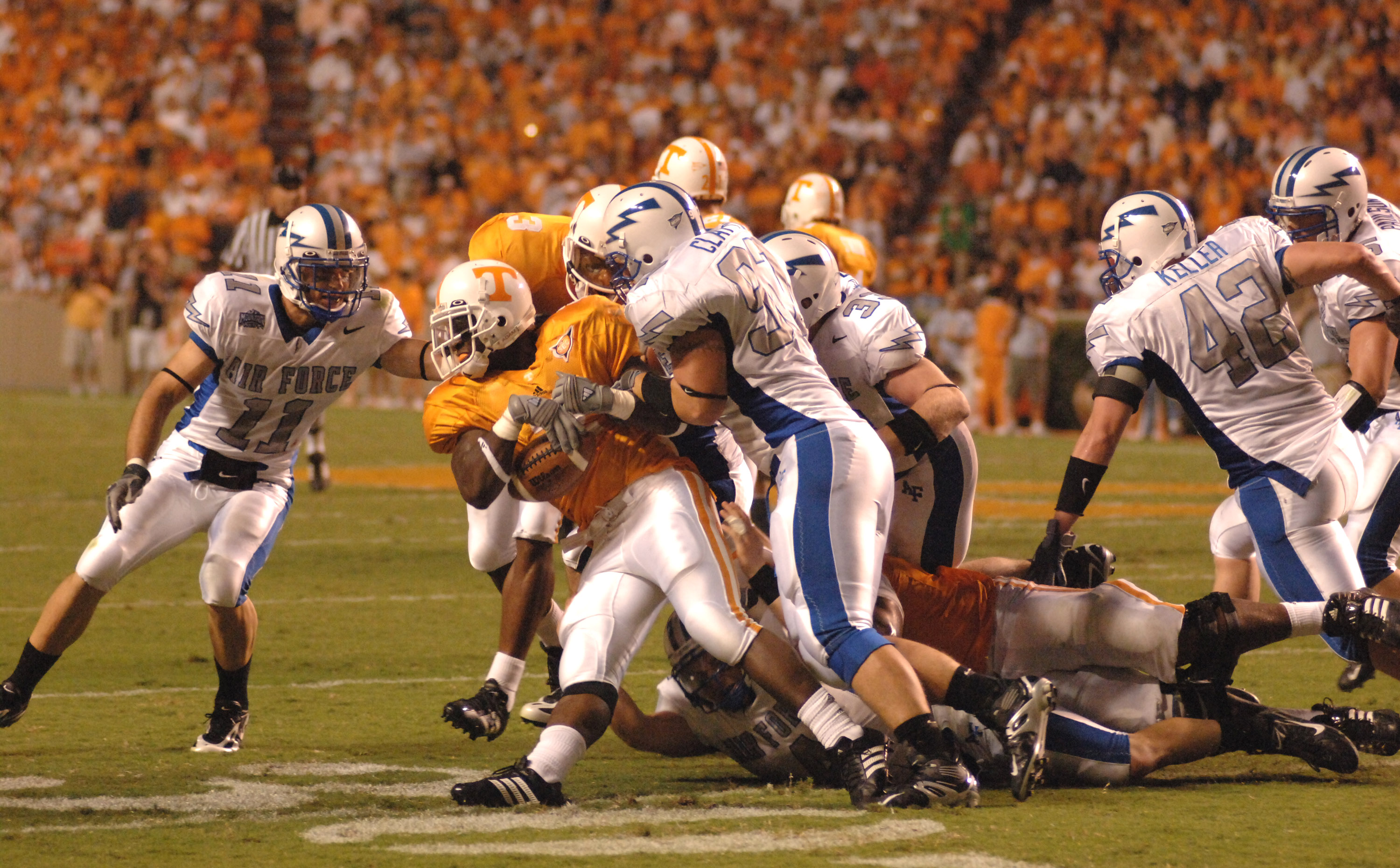
Partido contra la Universidad de Tennessee.

Air Force Falcons (español: halcones de la Fuerza Aérea), es el equipo deportivo de la Academia de la Fuerza Aérea de los Estados Unidos, situada en Colorado Springs, Colorado. Los equipos de los Falcons participan en las competiciones universitarias organizadas por la NCAA, y forma parte de la Mountain West Conference, a excepción del equipo de hockey sobre hielo, que lo hace en la Atlantic Hockey America.

## Programa deportivo
Los Falcons participan en las siguientes modalidades deportivas:
| - Masculino - Atletismo - Atletismo en pista cubierta - Baloncesto - Béisbol - Boxeo - Cross - Fútbol - Fútbol americano - Gimnasia - Golf - Hockey sobre hielo - Lacrosse - Lucha libre - Natación - Tenis - Waterpolo | - Femenino - Atletismo - Atletismo en pista cubierta - Baloncesto - Cross - Gimnasia - Fútbol - Natación - Tenis - Voleibol | - Coeducacional - Esgrima - Rifle |

### Fútbol americano
El equipo de fútbol americano comenzó a competir en 1955 en la NCAA, y desde 1999 lo hace en la Mountain West Conference, procedentes de la Western Athletic Conference. A lo largo de todo este tiempo ha jugado un total de 17 partidos bowl, consiguiendo 8 victorias, 8 derrotas y un sorprendente empate a 0 en el Cotton Bowl de 1959.
39 jugadores de los Falcons han sido elegidos All-American, y en la actualidad 11 jugadores compiten en la NFL, la liga profesional estadounidense.